# ميروسلاف نيكوليتش
ميروسلاف نيكوليتش (بالصربية: Мирослав Николић) مواليد 8 يناير 1956 في كراغوييفاتس، جمهورية صربيا الاشتراكية، هو مدرب كرة سلة صربي ولاعب سابق. يدرب في الدوري الصربي لكرة السلة. حقق المركز الأول في بطولة العالم لكرة السلة للشباب تحت 19 سنة 2007.

## الميداليات
| الميدالية | المسابقة                                       |
| --------- | ---------------------------------------------- |
| ذهبية     | بطولة العالم لكرة السلة للشباب تحت 19 سنة 2007 |